# Diplotemnus
Genre
Diplotemnus est un genre de pseudoscorpions de la famille des Atemnidae.

## Distribution
Les espèces de ce genre se rencontrent en Asie, en Afrique, en Europe et en Amérique du Nord.

## Liste des espèces
Selon Pseudoscorpions of the World (version 3.0) :
- Diplotemnus egregius Beier, 1959
- Diplotemnus garypoides (Ellingsen, 1906)
- Diplotemnus insularis Chamberlin, 1933
- Diplotemnus namaquensis Beier, 1947
- Diplotemnus pieperi Helversen, 1965
- Diplotemnus pinguis Beier, 1955
- Diplotemnus rothi Muchmore, 1975
- Diplotemnus rudebecki Beier, 1955

et placée depuis :
- Diplotemnus balcanicus (Redikorzev, 1928)

Diplotemnus insolitus et Diplotemnus vachoni ont été placées en synonymie avec Diplotemnus balcanicus par Novák et Harvey en 2015.

## Systématique et taxinomie
Ce genre a été décrit par Chamberlin en 1933 dans les Atemnidae.

## Publication originale
- Chamberlin, 1933 : « Some false scorpions of the atemnid subfamily Miratemninae (Arachnida - Chelonethida). » Annals of the Entomological Society of America, vol. 26, p. 262-268.